# Alma (Alabama)
Alma es un área no incorporada ubicada en el condado de Clarke en el estado estadounidense de Alabama.

## Geografía
Alma se encuentra ubicada en las coordenadas 31°27′48″N 87°45′13″O / 31.46333, -87.75361.